# Парк развлечений

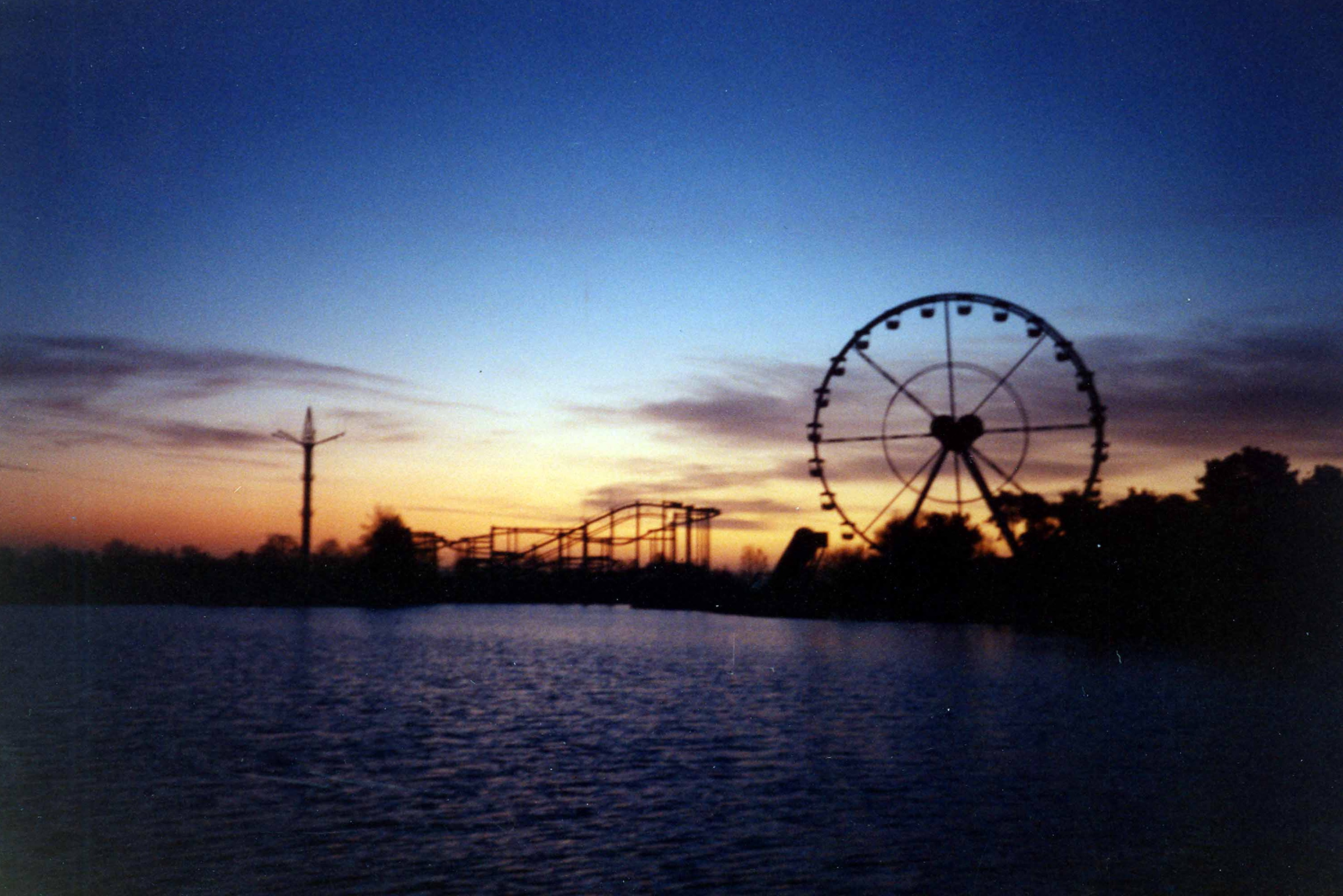
Парк развлечений Bobbejaanland, Бельгия

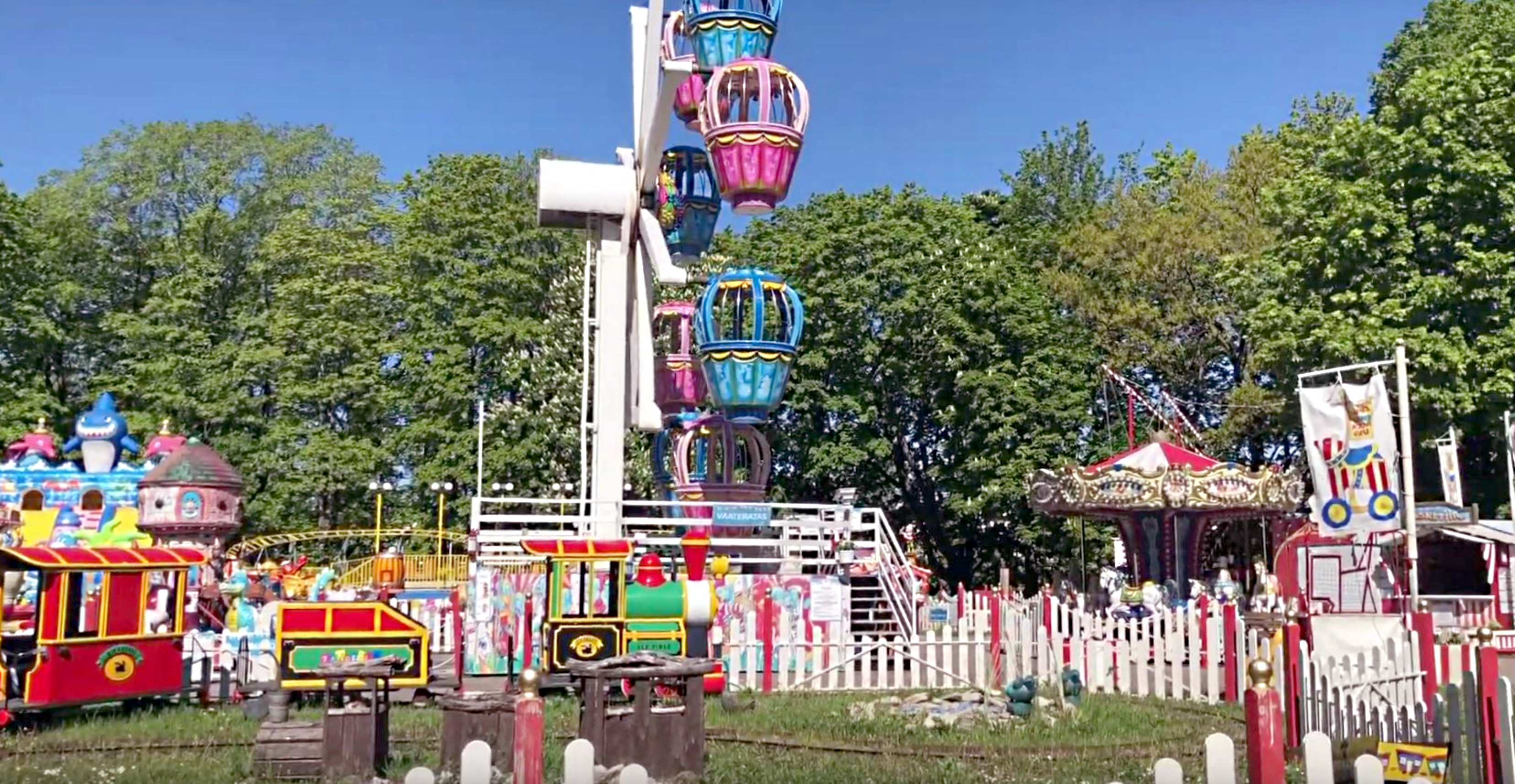
Парк развлечений Луна Луна в Таллин, Эстония

Парк развлече́ний (парк аттракцио́нов, темати́ческий парк) — собирательный термин, описывающий некоторое количество аттракционов и других видов развлечений, размещённых на одной территории. Парк развлечений отличается от обычных парков тем, что предназначен именно для развлечения людей, в основном взрослых, подростков и детей. Иногда встречаются тематические парки, то есть парки развлечений, аттракционы, окружающая обстановка, обслуживающий персонал которых стилизованы под определённую тематику, например, Дикий Запад или Остров пиратов.
Организация с небольшим количеством аттракционов и других видов развлечений, расположенная, как правило, в торговых центрах, называется центр развлечений или развлекательный центр.

## История развития парков развлечений
В 1583 году в Дании был построен парк «Баккен». Данное событие считается началом истории стационарных парков аттракционов. По легенде, одна девочка, гуляя в Королевском оленьем парке на севере Копенгагена, заметила бьющий из-под земли родник. Набрав воды, она принесла её домой. Воду источника посчитали целебной. Сюда потянулись тысячи людей. Датчане отдыхали рядом с родником, наслаждаясь тишиной и прохладой. Артисты стали разыгрывать здесь уличные представления на потеху публике. Начали строить балаганы. Появились постоялые дворы. Затем последовали примитивные аттракционы. Парк «Баккен» без перерыва продолжает работать и по сегодняшний день.
В XVII—XVIII веках в Европе (Франция, Италия), а затем и в России в садах и парках высшей знати устраивались разнообразные развлечения в праздничные дни. Аристократы старались удивить друг друга. Вначале их архитекторы, используя всю свою фантазию, делали акцент лишь на изменении ландшафта (водные каскады, искусственные озёра, гроты). Затем появились первые аттракционы. Одним из примеров является парк Священный лес в Бомарцо («вилла монстров»). Обычная дворянская усадьба превратилась в целый парк развлечений, где аттракционами были статуи монстров. Это был первый в мире аттракцион подобного типа.
Большое распространение получили парки аттракционов с водными играми (шуточные фонтаны). Остроумное решение инженерной мысли представляло собой внезапно фонтанирующие струи воды.
В середине XVIII века известный российский учёный и инженер Андрей Нартов изобрёл для царя Петра I «механическую катальную гору». Сооружение функционировало, но промышленное производство было налажено лишь в следующем веке. Бывшие солдаты наполеоновской армии, разбитой под Москвой, создали аналог аттракциона, назвав его «Русские горки». Под этим названием аттракцион известен до сих пор (в России чаще называется «Американские горки»). До сих пор это — самое популярное развлечение в любом парке мира.
Также большую популярность приобрели карусели с лошадками. Карусель с лошадками стала первым мобильным аттракционом, который можно было легко разбирать и перевозить на повозках.
В начале XIX века в Америке, где в выходные дни количество пассажиров трамваев заметно сокращалось, придумали своеобразный коммерческий ход. Клиентов решили привлекать поездками в парки аттракционов, установленные на конечных станциях трамвайных маршрутов. К 1925 году было построено около полутора тысяч таких парков. Вначале вход в них предполагался бесплатный. Затем стали брать деньги за вход на территорию. Такие парки называли «трамвайными парками» (англ. trolley park), поскольку «trolley» — штанговый токосъёмник — был популярен на трамваях США в то время.
В России первый парк аттракционов — «Луна-парк» — был открыт в Санкт-Петербурге в 1912 году на улице Офицерской (Теперь Декабристов). В состав комплекса, в частности, входили чёртово колесо (центробежный аттракцион высокой скорости, разбрасывающий людей по сторонам), катальные горки (горная железная дорога с тоннелями и крутыми виражами).
Во времена НЭПа начинается настоящий парковый бум. В 1928 году в СССР строится крупнейший из ныне существующих в Восточной Европе московский Центральный парк культуры и отдыха имени Горького (ЦПКиО).
В связи с бедствиями, принесёнными Второй мировой войной, развитие индустрии аттракционов надолго замерло.

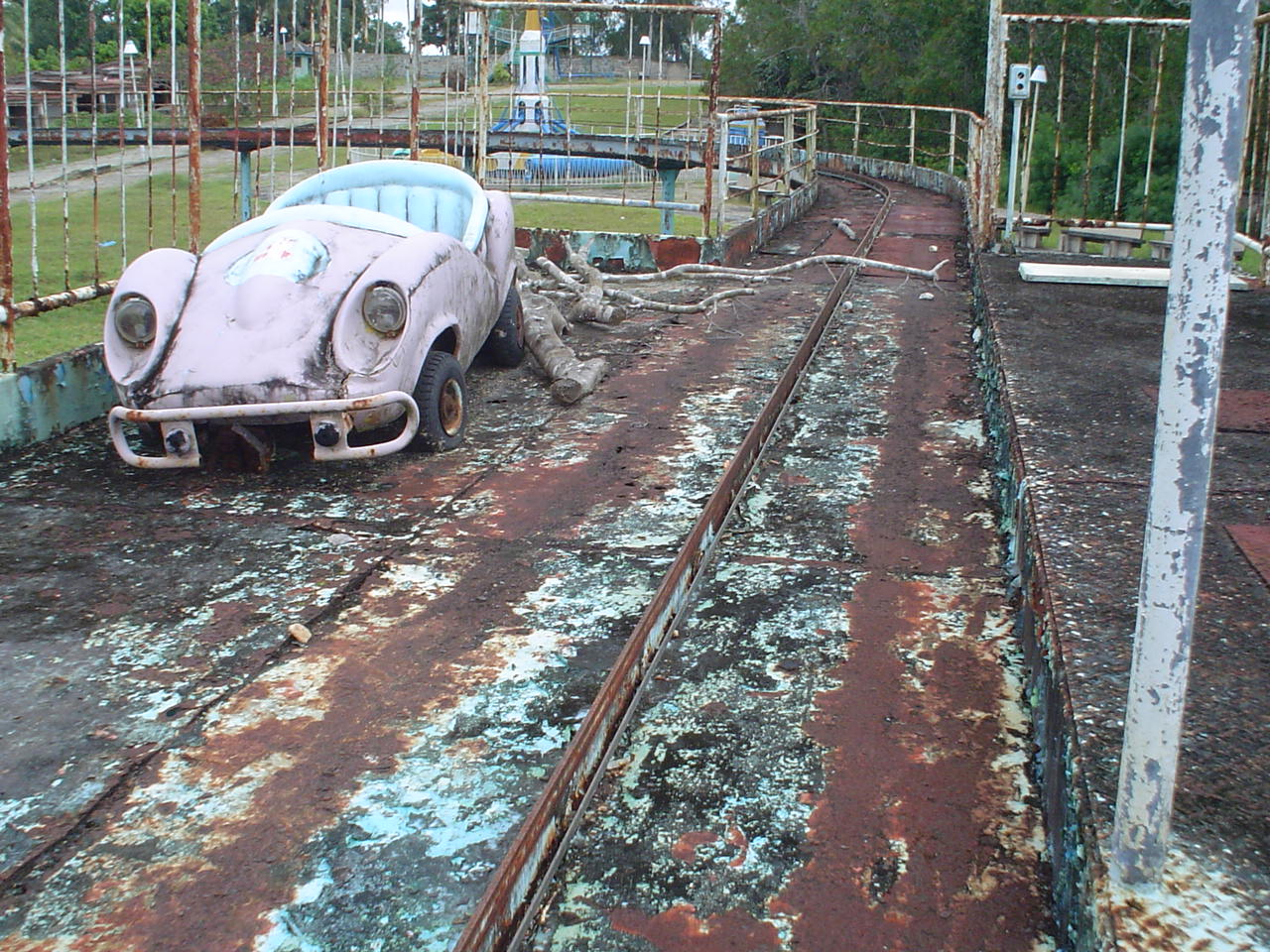
Брошенный парк аттракционов на острове Пемба, Танзания

Настоящим прорывом становится строительство парка для семейного отдыха, созданного по инициативе и на деньги Уолта Диснея. В 1955 году он вкладывает в это 100 тысяч долларов. Но деловые партнёры считают идею Диснея утопией, и мэтру приходится заложить все свои акции под строительство первого Диснейленда в Анахайме (Калифорния). 17 миллионов долларов, вложенных в индустрию развлечений, не просто окупились, но и принесли колоссальный доход. Концепция парка — захватывающее путешествие по волшебной стране знаменитых мультфильмов.
Популярность первого парка Диснея вдохновила на строительство подобных парков по всей Америке. В Арлингтоне появляется парк «Шесть флагов над Техасом», посвящённый американской истории. В Нэшвилле (штат Теннесси) строится «Оприленд» в стиле кантри. В Нью-Джерси парки «Большое приключение» и «Сафари в стране львов» объединяют аттракционы с открытым зоопарком, где животные содержатся в естественных условиях.
Остальной цивилизованный мир значительно отстаёт по количеству возводимых парков аттракционов. В Европе и Азии крупные развлекательные центры появились лишь в течение последующих нескольких десятилетий.
Среди самых известных можно назвать построенный в 1992 году парижский Диснейленд и парк аттракционов в Сеуле (Корея) «Лоте Уорлд». Последний занесён в Книгу Гиннесса как крупнейший в мире закрытый парк (общая площадь более 7560 га).
Парки аттракционов пользуются большой популярностью. По данным «Бизнес-журнала», только в США их посещают в течение года 170 миллионов человек. При этом совокупный доход таких парков превосходит 1 миллиард долларов в год. В России в 2006 году функционировало около 700 парков аттракционов, которые приносили доход порядка 3,5 млрд рублей.

## Стандартные зоны парка развлечений

### Экстремальная зона
Здесь располагаются аттракционы, привлекающие людей активного образа жизни, желающих «пощекотать нервы». Как правило, на аттракционы экстремальной зоны не пускают детей до 14 лет. К таким аттракционам относятся:
- Башня свободного падения — высокая башня, на которую нанизан тор c местами для пассажиров, которые поднимаются на высоту ≈ 30 метров, а затем происходит свободное падение тора, где начинают работать резиновые — амортизационные шнуры, тормозящие движения. Аттракцион предназначен для посещения взрослыми и детьми. Ограничения: от 120 см и не более 100 кг. Не рекомендуется пользоваться аттракционом беременным женщинам, посетителям, страдающим заболеваниями сердца, позвоночника, нервной системы и боязнью высоты.
- Катальная гора («Американские горки»)
- Гигантские качели (с эффектом невесомости)
- Катапульта (аттракцион)
- Банджи-батут
- Тайпарк

### Семейная зона

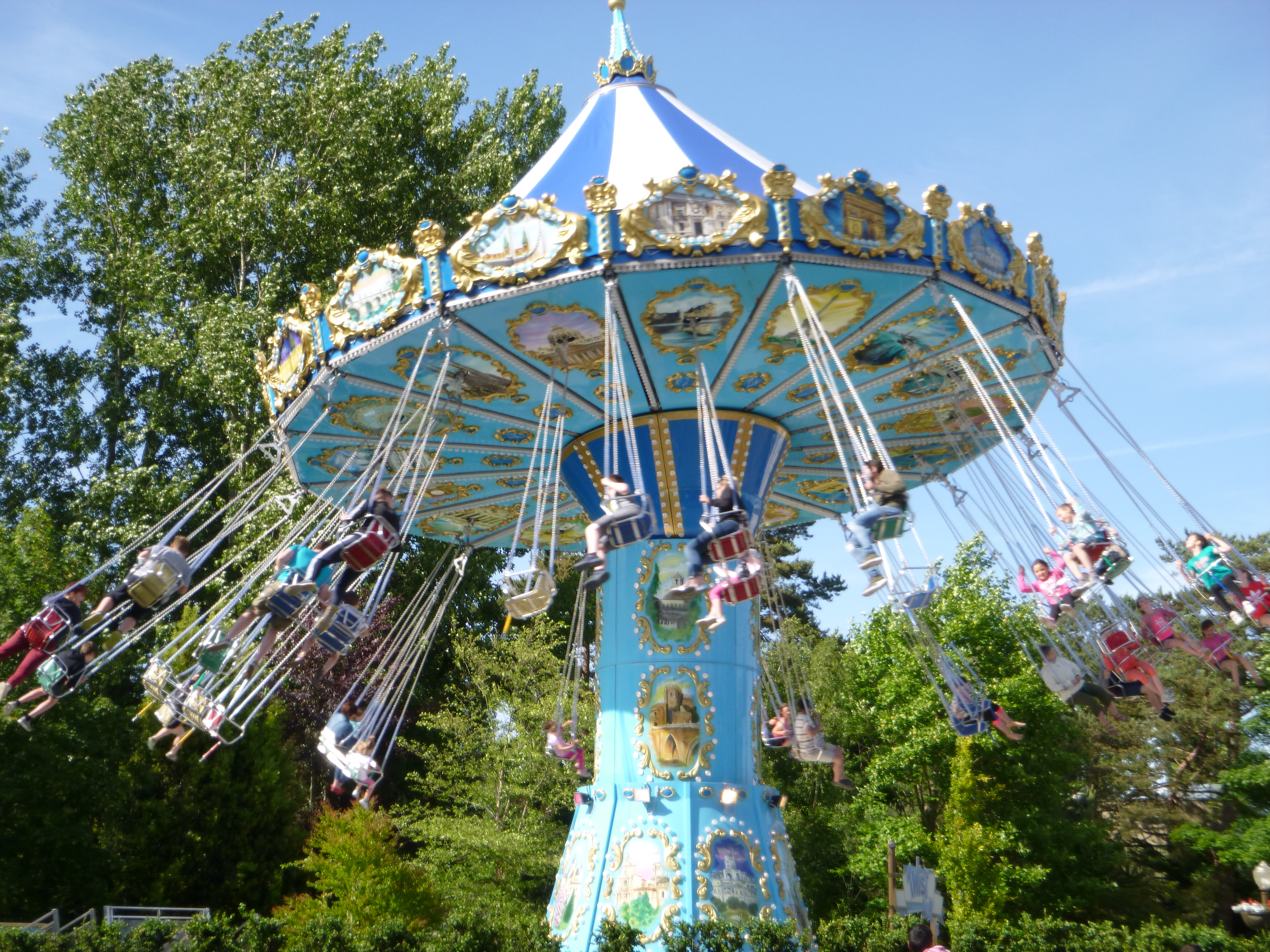
Карусель цепочная, Bagatelle Франция

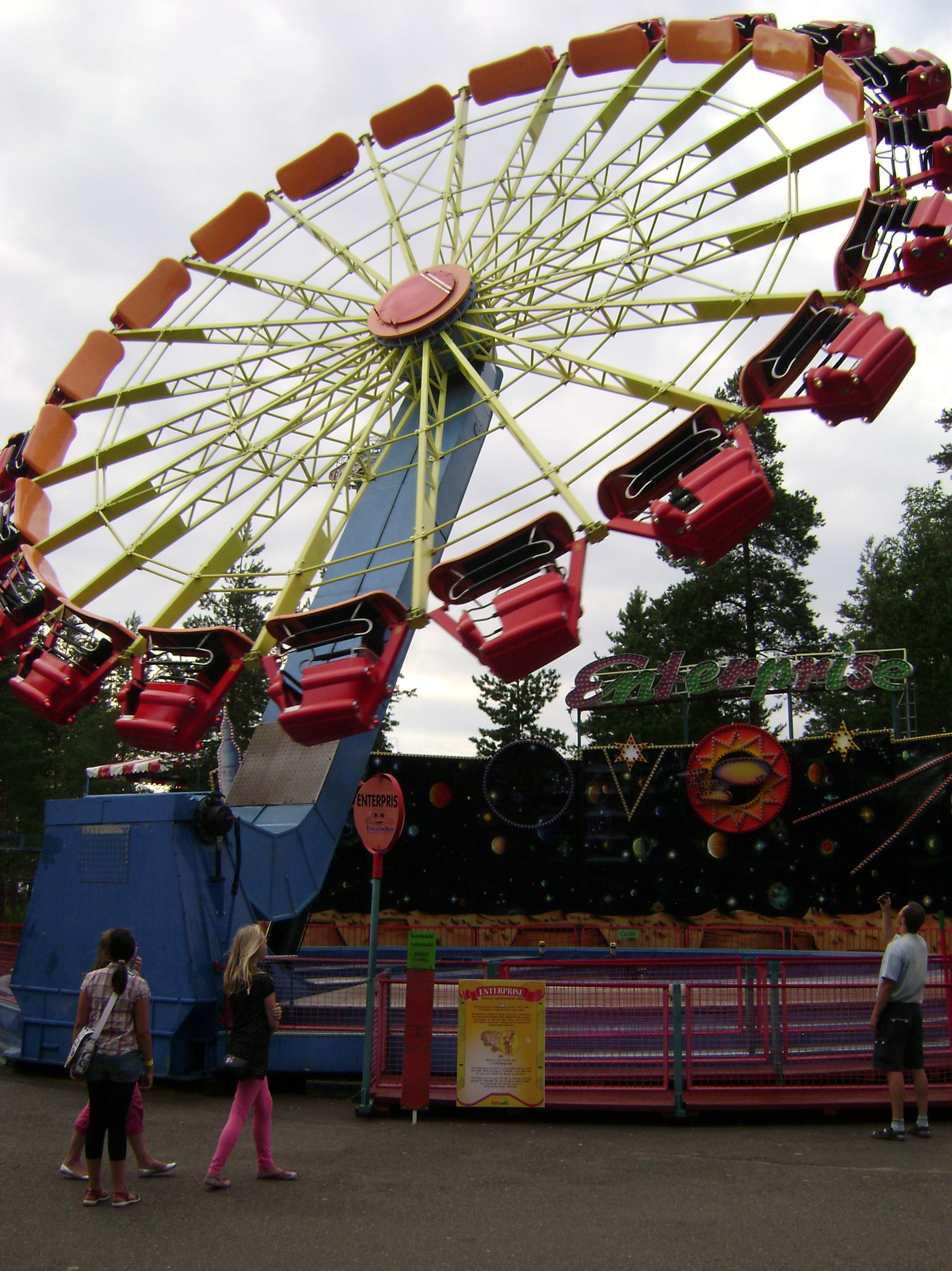
Энтерпрайз (аттракцион) в парке развлечений Тюккимяки, Коувола, Финляндия

Аттракционы семейной зоны комплектуются конструкциями, предназначенными для развлечения как взрослых, так и детей. Примеры подобных аттракционов:
- Колесо обозрения
- Комната смеха
- Гидродром (бассейн с бамперными лодочками)
- Детский поезд
- Лазерный (или обычный) тир
- Автодром с электрическими машинками
- Карусель цепочная

### Детская зона
Данная зона предусмотрена исключительно для детей 6-14 лет.
Основные виды аттракционов:
- Гидродром (бассейн с бамперными лодочками)
- Пневматический батут
- Надувные горки
- Детские игровые лабиринты

Для детей младше 6 лет предназначены электро-механические качалки.

## Парки и центры развлечений в России
По информации компании Яндекс-Путешествия, крупнейшими тематическими парками развлечений в России являлись: Остров мечты в Москве, Диво-остров в Петербурге, Сочи Парк, "Юркин Парк" в Кирове и "Римская империя" в Геленжике.
В российских городах существуют сети парков и центров развлечений, иногда называющие себя центрами семейного отдыха: Замания, Кидбург, Кидзания, Мастерславль, Небо, Joki Joya, KIdZania и др.  
Существует Российская Ассоциация Парков и Производителей Аттракционов, более 300 компаний являются ее членами.

## Интересные факты
- Токийский Диснейленд отличился наибольшей посещаемостью в конце XX века. В последнее десятилетие парк посетили 179,11 миллиона человек. Это наполовину больше всего населения Японии и превышает показатели любого другого парка мира.
- В городе Сандаски (США) находится парк развлечений «Cedar Point», в котором находится самое большое количество аттракционов для катания (77). Парк работает с 1870 года и считается одним из старейших в мире. Одних «Американских горок» здесь 17 штук, что также больше, чем в любом другом парке мира. Самая высокая горка — «Top Thrill Dragster» — построена в 2003 году и превышает Статую Свободы.
- Каждую осень в Мюнхене (Германия) специально для ежегодного фестиваля Октоберфест возводится самый большой в мире временный парк развлечений. Это огромный комплекс, на территории которого располагается около 50 разнообразных аттракционов. Достопримечательность таких временных парков — невероятно крутые «Американские горки». Так, например, «Олимпия лупинг бан», разработанная знаменитым немецким конструктором Антоном Шварцкопфом, имеет целых пять крутых поворотов.
- Первый китайский Диснейленд был построен в Гонконге (Сянган). Он был открыт 12 сентября 2005 года и был полностью создан по законам фэншуй. Это самый маленький из парков Диснея. Его площадь составляет всего 126 га, а обслуживает парк 5 тысяч сотрудников. 17 мая 2013 года — дата открытия последнего аттракциона «Мистическое поместье».